# Capella (Mondkrater)
Capella ist ein Einschlagkrater auf der Mondvorderseite nördlich des Mare Nectaris, unmittelbar östlich des Kraters Isidorus, dessen östlicher Wall von Capella überdeckt wird, und nordwestlich von Gaudibert.
Der Krater ist sehr stark erodiert, das Innere ist uneben und weist einen Zentralberg auf.
In nordwestlicher und südöstlicher Richtung verläuft das Mondtal des Vallis Capella, dessen mittlerer Teil von Capella überlagert wurde.
| Buchstabe | Position          | Durchmesser | Link |
| --------- | ----------------- | ----------- | ---- |
| A         | 7,7° S, 37,16° O  | 12 km       |      |
| B         | 9,5° S, 36,85° O  | 8 km        |      |
| C         | 5,78° S, 36,36° O | 9 km        |      |
| D         | 6,81° S, 37,51° O | 8 km        |      |
| E         | 7,56° S, 37,67° O | 14 km       |      |
| F         | 9,23° S, 35,41° O | 14 km       |      |
| G         | 6,87° S, 36,89° O | 11 km       |      |
| H         | 8,19° S, 37,35° O | 9 km        |      |
| J         | 9,5° S, 36,01° O  | 9 km        |      |
| M         | 4,47° S, 36,92° O | 12 km       |      |
| R         | 6,07° S, 35,19° O | 7 km        |      |
| T         | 6,95° S, 34,17° O | 6 km        |      |

Der Krater wurde 1935 von der IAU nach dem spätantiken römischen Enzyklopädisten Martianus Capella offiziell benannt.